# Braunauer Rundschau
Die Braunauer Rundschau war eine von insgesamt 14 Regionalausgaben der Oberösterreichischen Rundschau und wurde bereits 1881 als Neue Warte am Inn gegründet, 1986 erhielt sie durch den Zusammenschluss mehrerer Regionalblätter zur Oberösterreichischen Rundschau ihren Namen. Die Stärken der einzelnen Teilausgaben lagen in der Regionalität.
Die Kaufzeitung Braunauer Rundschau erschien donnerstags mit einer Auflage von 19.000 Stück und erreichte rund 80 Prozent der Haushalte im Bezirk Braunau am Inn. Die gratis Sonntags-Rundschau erreicht mit einer Auflage von 31.520 Stück knapp über 90 % aller Haushalte im Bezirk. Die Braunauer Rundschau berichtete weiters über den angrenzenden Salzburger Flachgau sowie die bayerischen Gemeinden an Inn und Salzach. Die Regionalausgabe wurde, mit Ausnahme des Drucks der Zeitung, komplett in Braunau produziert.
Der Eigentümer hat die Braunauer Rundschau Ende 2008 eingestellt. Die Oberösterreichischen Nachrichten bringen seit Anfang 2009 die Donnerstags-Beilage Braunauer Warte am Inn heraus. Sie knüpfen damit an die Tradition der Neuen Warte am Inn an.